# Rhizogonium vallis-gratiae
Rhizogonium vallis-gratiae là một loài rêu trong họ Rhizogoniaceae. Loài này được (Hampe ex Müll. Hal.) Hampe mô tả khoa học đầu tiên năm 1875.